# 薄叶卷毛梾木
薄叶卷毛梾木（学名：Swida ulotricha var. leptophylla）为山茱萸科梾木属下的一个变种。

## 扩展阅读
- 維基物種上的相關：薄叶卷毛梾木